# Mawlawi
Mawlawi (auch Maulvi, Moulvi oder Mawlvi; arabisch مولوی) ist ein Ehrentitel in der Islamischen Religion, der an islamische Gelehrte bzw. Schüler des Islams vergeben werden kann. 
Mawlawi bedeutet Hochqualifizierter Schüler der Islamischen Lehre. Einher geht normalerweise ein abgeschlossenes Studium in einer Madrasa (Islamische Schule) oder Dar ul-Ulum (Islamisches Seminar). Mawlawi wird als Titel im Iran, Afghanistan, Zentralasien, Südasien, Südostasien und Ostafrika benutzt. Das Wort Mawlawi ist von arabisch Mawla abgeleitet, was mehrere Bedeutungen haben kann, inklusive Herr.
Ein Mawlawi ist in seiner Klasse oder Stufe der Hierarchie niedriger angesiedelt als ein Mawlānā (arabisch مَولانا).

## Bekannte Träger des Titels
- Dschalāl ad-Dīn ar-Rūmī (1207–1273), islamischer Mystiker, Begründer des Mevlevi-Derwisch-Ordens
- Nuur ud-Din (1841–1914), Arzt, Autor und Theologe aus dem Punjab
- Junis Chalis (1919–2006), afghanischer Politiker und Mudschahidinführer
- Mohammad Musa Schafiq (1932–1979), afghanischer Politiker, Lyriker und Erzähler
- Hibatullah Achundsada, afghanischer Talibanführer